# 阿豪
阿豪是奥地利下奥地利州默德灵县的一个市镇。总面积11.87平方公里，总人口1185人，人口密度99.8人/平方公里（2005年）。